# Bill Sharman
William Walton „Bill” Sharman (ur. 25 maja 1926 w Abilene, zm. 25 października 2013 w Redondo Beach) – amerykański koszykarz grający na pozycji rzucającego obrońcy oraz trener koszykarski. Czterokrotny mistrz NBA. Członek Koszykarskiej Galerii Sławy im. Naismitha zarówno jako zawodnik, jak i trenera.
W latach 1944–1946 pełnił służbę wojskową, po której ukończeniu studiował na Uniwersytecie Południowej Kalifornii. Do NBA trafił w 1950, kiedy to został wybrany z 24 numerem draftu przez Washington Capitals. Rok później został zawodnikiem Boston Celtics, gdzie grał do 1961. Jako pierwszy zawodnik na pozycji „guarda” (rozgrywający lub rzucający obrońca) przekroczył próg 40% skuteczności w rzutach z gry w sezonie. Na tzw. obwodzie występował razem z Bobem Cousy’m, będąc członkiem drużyny Celtics, która w latach 1957 i 1959–1961 zdobyła swoje pierwsze cztery tytuły mistrzowskie.
Osiem razy brał udział w meczu gwiazd NBA (MVP w 1955), był także wielokrotnie wybierany do składów najlepszych zawodników ligi. Ustanowił rekord NBA, przewodząc lidze przez 5 lat z rzędu w skuteczności rzutów wolnych (1953–1957).
Po opuszczeniu Celtics w 1961 został trenerem Cleveland Pipers, których poprowadził do mistrzostwa ligi ABL. Rok później liga przestała istnieć.
W 1972 ponownie został mistrzem NBA – jako trener Los Angeles Lakers. Kolejne mistrzostwa NBA zdobył będąc najpierw generalnym menedżerem Lakers (1980, 1982), a następnie prezydentem klubu (1985, 1987–1988). Lakers opuścił w 1990, przechodząc na emeryturę w wieku 65 lat. Zmarł w 2013.
W 1996 znalazł się na liście najlepszych koszykarzy w historii z okazji 50-lecia NBA.

## Osiągnięcia

### NCAA
- Zaliczony do:
  - I składu:
    - All-American (1950)
    - All-PCC (1949, 1950)

  - Akademickiej Galerii Sław Koszykówki (2006)[11]
- Drużyna USC Trojans zastrzegła należący do niego numer 11

### NBA
- 4-krotny mistrz NBA (1957, 1959–1961)[12]
- Wicemistrz NBA (1958)[12]
- Uczestnik:
  - NBA (1953–1960)[13]
  - Legend NBA (1964, 1984)[14]
- MVP meczu gwiazd (1955)[15]
- Wybrany do:
  - I składu NBA (1956–1959)[16]
  - II składu NBA (1953, 1955, 1960)[16]
  - grona najlepszych zawodników w historii NBA przy okazji obchodów rocznicowych:
    - 25-lecia istnienia – NBA 25th Anniversary Team
    - 50-lecia istnienia – NBA’s 50th Anniversary All-Time Team[10]
    - 75-lecia istnienia – NBA 75th Anniversary Team (2021)[17]

  - Koszykarskiej Galerii Sław (Naismith Memorial Basketball Hall Of Fame – 1976)[18]
- Lider:
  - sezonu regularnego w skuteczności rzutów wolnych (1953–1957, 1959, 1961)
  - play-off w skuteczności rzutów:
    - z gry (1961)[19]
    - wolnych (1956 – wspólnie z Dickiem Garmakerem i Chuckiem Noblem, 1957, 1959)[20]
- Klub Boston Celtics zastrzegł należący do niego w numer 21[21]

### Trenerskie
- Mistrz:
  - NBA (1972)[12]
  - ABA (1971)
  - ABL (1962)
- Wicemistrz:
  - NBA (1973)[12]
  - ABA (1970)
- Trener Roku:
  - NBA (1972)[22]
  - ABA (1970)
- 3-krotnie wybierany na trenera Zachodu podczas meczu gwiazd NBA (1968, 1972, 1973)
- Członek Koszykarskiej Galerii Sław jako trener (Naismith Memorial Basketball Hall Of Fame – 2004)[23]